# Dépôt central de munitions d'artillerie

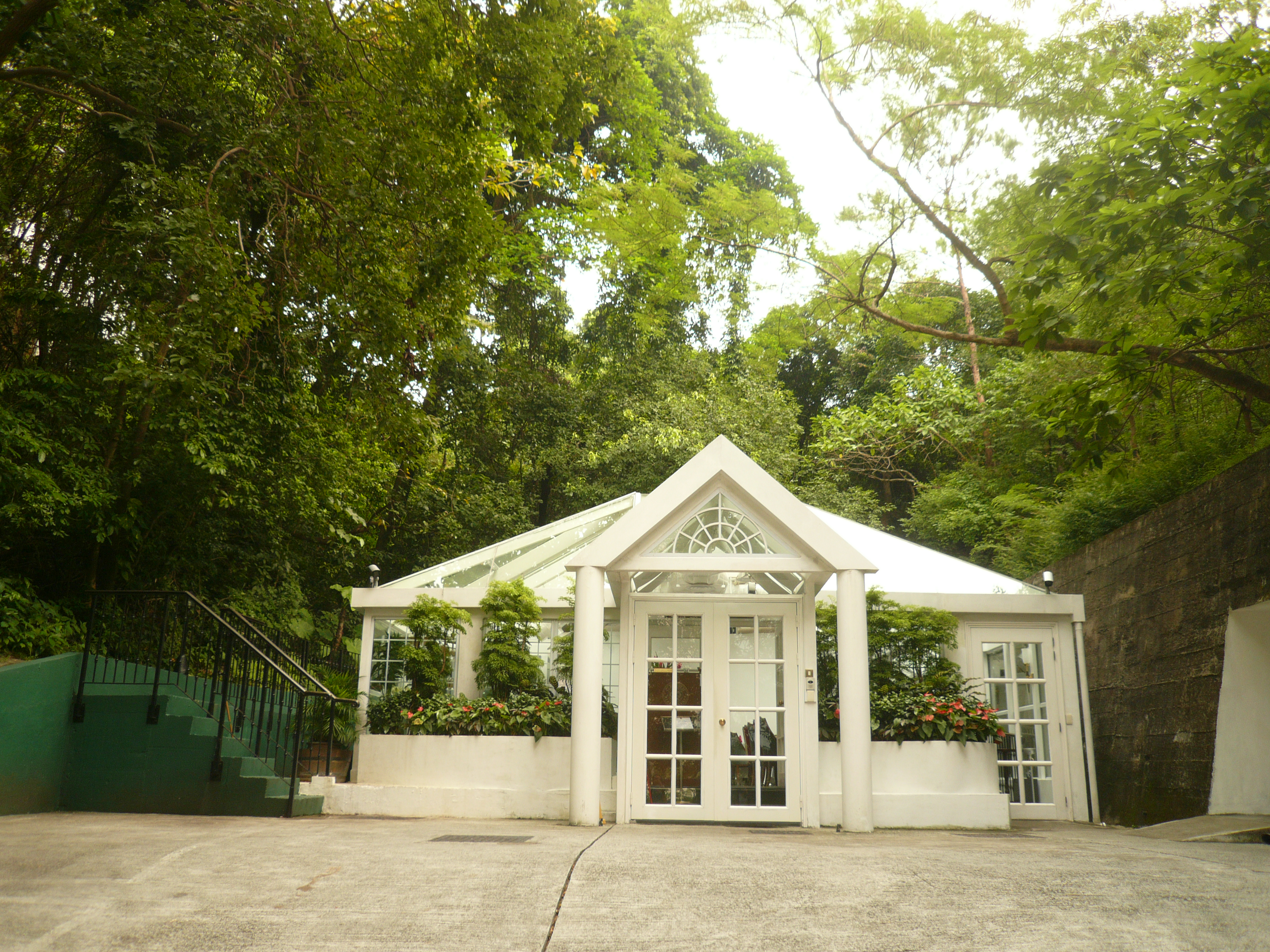
Les Crown Wine Cellars sont situées à sur l'île de Hong Kong.

Le dépôt central de munitions d'artillerie (壽臣山軍火庫, Central Ordnance Munitions Depot) est une installation militaire de l'armée britannique datant de la Seconde Guerre mondiale et située à Shouson Hill (en) sur l'île de Hong Kong.
Construit à la fin des années 1930 en anticipation d'une éventuelle invasion japonaise ainsi que pour stocker des armes et des munitions pour la défense de Hong Kong, il est connu sous le nom de code de Little Hong Kong, d'après le surnom du village de pêcheurs d'Aberdeen, pour confondre les espions japonais infiltrés dans la communauté locale.
À l'issue de la bataille de Hong Kong qui se conclut le 25 décembre 1941 par la capture de la ville par l'armée impériale japonaise, le dépôt est le site d'une ultime résistance où les soldats retranchés menacent de se faire sauter. Ils sont rendront finalement le 27 décembre après avoir obtenu une reddition honorable.
En 2002, à la suite d'une proposition réussie faite au gouvernement de Hong Kong pour une réutilisation adaptative commerciale des bunkers souterrains, le dépôt central de munitions d'artillerie est reconverti en caves à vin. Ce projet de revitalisation remporte l'un des quatre prix du mérite du patrimoine Asie-Pacifique 2007 de l'Unesco pour la conservation du patrimoine culturel.

## Histoire
Le dépôt central de munitions d'artillerie est construit en 1937 par les Royal Engineers britanniques en préparation d'une invasion japonaise, et sert d'installation militaire sécurisée pour le stockage des munitions et des armes. Il est composé de 24 bunkers souterrains (dont il n'en subsiste aujourd'hui que 8), d'un quartier général et d'une guérite à l'angle ouest. En raison de leur utilisation, les bunkers sont situés à environ 20 mètres sous terre, avec des murs en béton de 1 mètre d'épaisseur, et des passages d'entrée de 12 mètres de long.

### Architecture et construction
Le site global du dépôt central de munitions d'artillerie mesure environ 250 m de large sur 600 m de long. Avant sa destruction, l'installation comprenait 12 paires de bunkers souterrains, un bâtiment du siège et une guérite à l'angle ouest de la zone.
Chaque bunker est bâti dans une conception similaire comprenant un couloir d'entrée mesurant 9,4 m, une largeur interne de 7,3 m et une longueur de 12,2 m, la seule différence est que certains bunkers ont un revêtement intérieur supplémentaire en briques contre le mur de 1 mètre d'épaisseur puisqu'ils sont prévus pour résister à des bombardements. La raison de la construction de ce faux mur est de réduire l'impact potentiel d'une explosion interne.
Les couloirs sont inclinés en forme de S pour détourner l'onde d'explosion d'une éventuelle rafale de bombes. De plus, il y a des canaux intégrés dans les murs du couloir qui s'inclinent du plafond au sol à des angles de 45 degrés. Le but de la construction de ces canaux est de capturer l'onde de souffle d'une rafale et de les forcer à descendre sur le sol du couloir à des angles de 90 degrés par rapport aux parois latérales, empêchant ainsi les ondes de souffle de sortir des passages.
Un deuxième couloir plus petit qui mesure 1,25 mètre de hauteur et 50 cm de largeur se trouve à l'entrée de la cavité du bunker. Ce couloir plus petit contourne la paroi extérieure des bunkers, créant ainsi un piège à humidité qui est essentiel car les bunkers sont situés sous la nappe phréatique pendant la majeure partie de l'année. Cette conception des bunkers permet aux murs intérieurs en béton de rester à l'abri de l'humidité et donc de garder les armements et les munitions au sec.
Une paire de portes d'entrée en acier de 1,27 cm d'épaisseur qui s'ouvre sur la zone du bunker mesure environ 3,3 mètres du rez-de-chaussée au point le plus bas du plafond. Le plafond présente une conception robuste en forme de vague qui monte et descend d'environ 40 cm et il est recouvert d'acier. Cette conception est à nouveau utilisée pour minimiser l'effet d'une éventuelle explosion et pour bénéficier de la déviation des ondes de souffle.
A l'intérieur des bunkers, une trappe d'évacuation d'un mètre de diamètre s'étend horizontalement sur 5 mètres puis perpendiculairement jusqu'à la surface au-dessus des bunkers. Une structure métallique et de la brique supplémentaire sont construites sur la pente pour faciliter l'évacuation en cas d'explosion ou d'incendie. De plus, un « tuyau de reniflard » est construit pour s'ouvrir dans une structure cachée au-dessus de la pente pour le cas où les troupes seraient piégées à l'intérieur des bunkers.

### Invasion japonaise

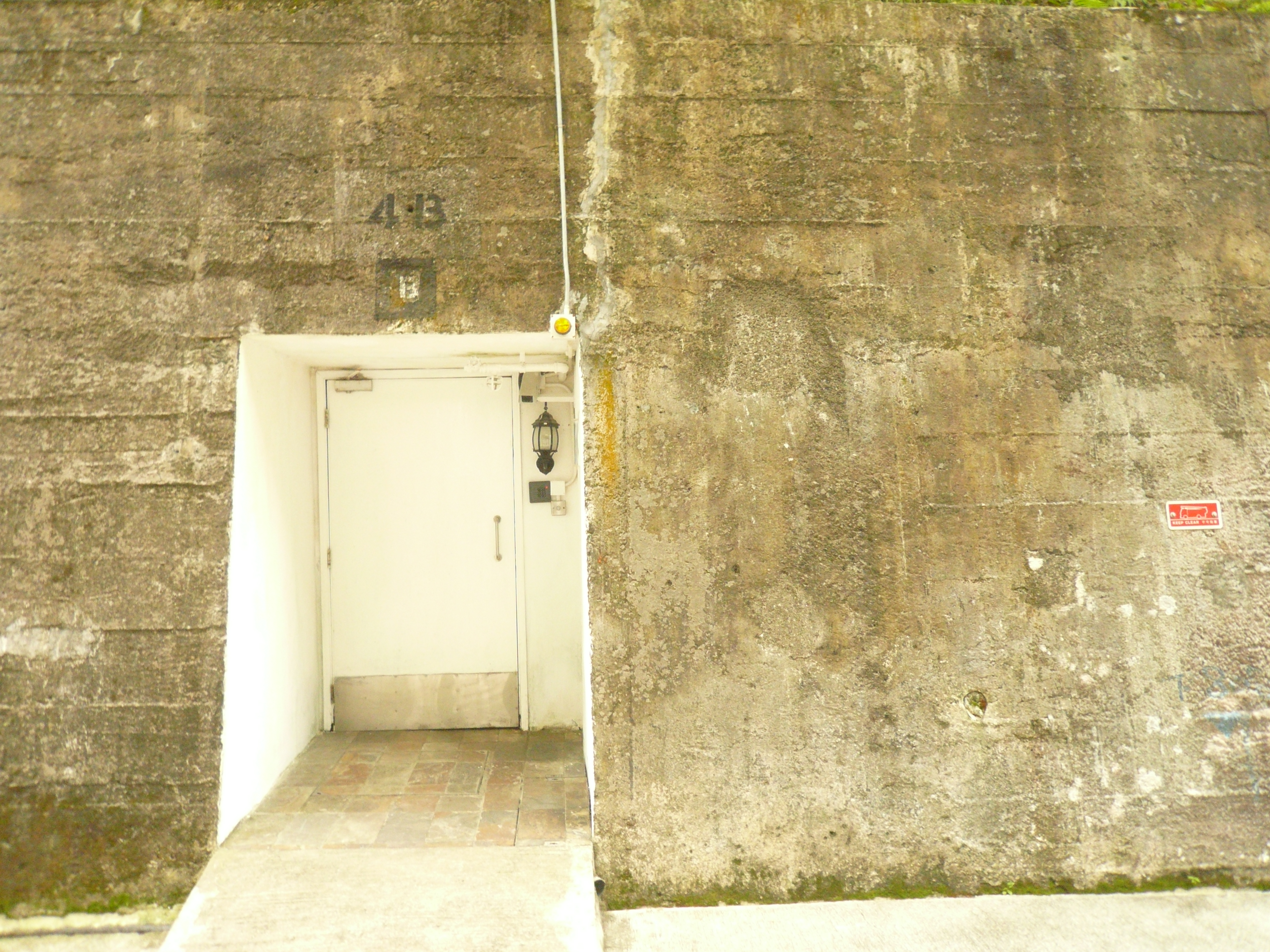
L'un des bunkers situé à l'extérieur des caves à vin qui ne peut plus être utilisé.

Il est possible que les forces britanniques ait choisi le site pour le garder secret des nombreux espions japonais dans la communauté locale avant l'invasion japonaise. Le village de pêcheurs local d'Aberdeen est situé à environ 5 km plus à l'ouest et est connu sous le nom de « Little Hong Kong » en cantonais. Les Britanniques utilisent cette version comme nom de code pour désigner le site militaire et ainsi confondre ceux qui espionnent pour les Japonais.
Little Hong Kong est composé d'une soixantaine de soldats de quatre nationalités différentes en décembre 1941. Parmi eux se trouvent des soldats du Royal Army Ordnance Corps (en), du Royal Army Service Corps (en), et des Royal Engineers. Il y a aussi cinq soldats des Grenadiers de Winnipeg (en), 14 soldats chinois locaux en uniforme du corps de défense des volontaires de Hong Kong (en), 18 hommes du régiment du Middlesex (en), ainsi que des fantassins pendjabis. Il est destiné à être le dernier endroit de résistance d'une invasion japonaise, qui durera finalement 18 jours et se terminera par la prise de la colonie britannique par l'armée impériale japonaise.
Deux jours après la capitulation officielle de Hong Kong le 25 décembre 1941, le commandant japonais Takashi Sakai prend conscience que le dépôt de munitions de Little Hong Kong est toujours sous le contrôle des Britanniques. Les Japonais peuvent soit attaquer et courir le risque de perdre plus de soldats, soit négocier. Étant donné que les bunkers sont presque insensibles aux attaques et qu'il y a suffisamment de nourriture, d'eau et de munitions pour la défense, le major Arthur John Dewar, le commandant britannique, lance un message de défi. Le capitaine Suzuki est envoyé par le commandant japonais pour négocier la reddition. En apprenant que Dewar a relié tous les bunkers à un détonateur central, le capitaine japonais accepte une reddition honorable le 27 décembre 1941.
Ce qui se passe après la reddition est chroniqué par le Britannique Lewis Bush qui est le traducteur utilisé par l'armée japonaise. Il écrit plus tard dans son journal sur la façon dont les Japonais traitent les troupes qui se rendent « comme des héros ». Celles-ci sont emmenées à Aberdeen où un « officier japonais est arrivé avec beaucoup de bière et de whisky ». Les Japonais occupent ensuite le site jusqu'à la libération de Hong Kong en août 1945, période pendant laquelle on pense que les Japonais ont construit le poste de garde actuel

### Après-guerre
L'armée britannique cesse d'utiliser le site en 1977. Son contrôle est transféré à l'école de conduite de la police de Hong Kong jusqu'au début des années 1980. Au moins quatre paires de bunkers sont détruites au milieu des années 1980 à la suite de la construction de deux immeubles résidentiels.
À partir du milieu des années 1980, le bureau d'ingénierie géotechnique de Hong Kong utilise les bunkers restants pour stocker des échantillons de carottes de roche. En 2000, le gouvernement présente un projet de partenariat pour inviter le secteur privé à revitaliser les sites militaires abandonnés à Hong Kong.

## Conservation et restauration

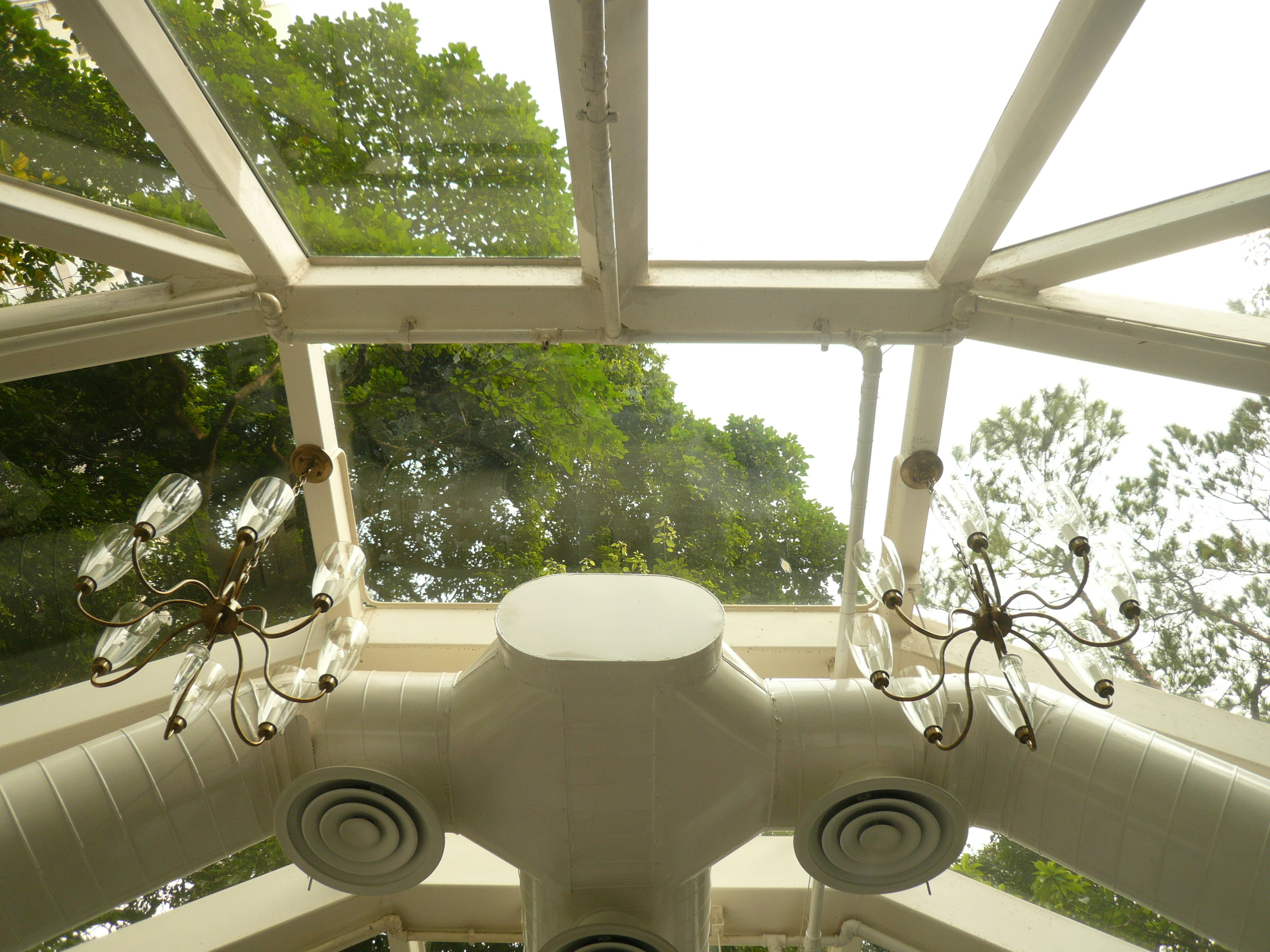
Crown Worldwide Group dépense environ 30 millions HK$ pour la restauration et la construction des Crown Wine Cellars.

L'importance historique de Little Hong Kong est oubliée pendant longtemps et le site tombe en ruine jusqu'à ce que le gouvernement de Hong Kong, sous la direction du secrétaire général Donald Tsang, appelle à une restauration par le secteur privé en 2000.
En 2002, Jim Thompson et Gregory De'eb de Crown Worldwide Group réalisent qu'il n'y a pas de caves à vin en Asie et présentent une proposition de réutilisation adaptative commerciale innovante des bunkers souterrains. Ils proposent de reconvertir le dépôt de munitions en une cave à vin commerciale, avec un pavillon privé pour les membres et un conservatoire. Après avoir négocié avec 22 ministères et signé un bail de sept ans, Crown investit 30 millions HK$. Avant la restauration, des processus de consultation exhaustifs sont entrepris par plus de vingt départements et divisions du gouvernement, le bureau des antiquités et monuments, le conseil de district, des historiens locaux et internationaux et des résidents locaux. Après avoir obtenu la contribution positive et l'approbation de toutes les parties prenantes, la restauration commence en août 2003 et dure jusqu'en mars 2004. Les Crown Wine Cellars ouvrent en 2003.
L'objectif principal de la restauration est d'assurer la survie du complexe sur le long terme grâce à des pratiques commerciales durables et compatibles, et de créer un musée vivant pour éduquer et commémorer l'histoire de Hong Kong durant la Seconde Guerre mondiale. Pour s'assurer que le nombre maximum de parties intéressées puissent découvrir ces installations et être instruits sur la bataille de Hong Kong et son rôle dans le conflit sino-japonais à plus grande échelle, deux des huit bunkers restants sont complétés par un conservatoire de style d'époque et transformés en club-house.
L'Unesco décerne un prix du mérite pour cette reconversion en 2007.